# Bugati vejron
Bugati vejron EB 16.4 je supersportski automobil marke Bugati koji je proizvodila Folksvagen grupa od 2005. do 2015. godine u Molshajmu u Francuskoj. Ime je dobio po francuskom trkaču Pjeru Vejronu koji je Bugatiju 1939. doneo pobedu na 24 sata Le Mana, skraćenica EB su inicijali osnivača Bugatija Etorea Bugatija, a 16.4 označava 16 cilindara i pogon na sva četiri točka. Do kraja 2007. proizvedeno je ukupno 132 vejrona.

## Istorija
Istorija ovog automobila započinje 1999. kada je predstavljen koncept EB 18/4 Vejron. Sledeće godine na Međunarodnom salonu automobila u Ženevi Folksvagen je najavio da će to biti najbrži, najjači i najskuplji automobil u istoriji. Za razliku od koncepta koji je imao motor od 18 cilindara, odlučeno je da će novi automobil imati 16 cilindara i čak 1001 KS. Obećana maksimalna brzina je bila 407 km/h, a cena milion evra.
Razvoj je krenuo 2001, dok je rečeno da će proizvodnja krenuti dve godine kasnije, ali tokom razvoja su se pojavili mnogobrojni problemi, od kojih je najveći nestabilnost na visokim brzinama. Zbog toga je i tokom demonstracije jedan vejron uništen na stazi Laguna Seka u SAD-u. Proizvodnja je odložena za 2004, da bi prvi vejron spreman za prodaju sišao sa proizvodne trake tek u jesen 2005.

## Specijalne edicije

### Pur sang
10. februara 2007. je na frankfurtskom sajmu automobila predstavljena specijalna edicija vejrona, nazvana pur sang. Razlika je u potpuno karbonskoj karoseriji i izmenjenim aluminijskim naplacima. Proizvedeno je samo pet vejrona pur sang.

### Fbg par Hermès
Ovaj vejron, predstavljen početkom 2008. godine je izrađen u saradnji s francuskom modnom kućom Hermès. Razlikuje se po redizajniranom prednjem delu i potpuno novim osmostepenim aluminijskim naplacima. U unutrašnjosti je korišćena posebna koža, a serijski je opremljen i specijalnim kovčegom dizajniranim od strane Hermèsa koji prati dimenzije prtljažnika.

### Grand Sport
Bugati je 2007. najavio targa verziju Vejrona koja je godinu dana kasnije stigla u obliku Grand Sporta. Sa tvrdim krovom je brzina ista kao na kupeu, 407 km/h, bez krova je ograničena na 360 km/h, dok je sa mekim krovom ograničena na samo 130 km/h. Prvi Grand Sport je prodat za 2.9 miliona dolara.

## Specifikacije
Vejron ima motor od 16 cilindara (dva motora od 8 cilindara spojena u jedan), 64 ventila i 1001 konjsku snagu. Motor hladi čak 10 hladnjaka. Menjač je sedmostepeni automatski i omogućuje promenu brzine u manje od 150 milisekundi. Koristi i specijalne mišlen gume koje mogu podneti velike brzine. Pri maksimalnoj brzini u jednoj sekundi u motor uđe vazduha koliko prosečan čovek udahne u četiri dana i puni rezervoar goriva od 100 litara potroši za 12 minuta, dok bi se gume nakon 15 minuta potpuno rastopile.

## Performanse
| Osnovne brojke    | Osnovne brojke                    | Osnovne brojke | Osnovne brojke                   |
| ----------------- | --------------------------------- | -------------- | -------------------------------- |
| Automobil         | Središnje, 4x4                    | Osnovna cena   | €1,200,100 (£850,000/$1,600,000) |
| Motor             | W16 s 4 turbopunjača i 64 ventila | Zapremina      | 7993 cc                          |
| Performanse       |                                   |                |                                  |
| Maksimalna brzina | 408,47                            | 0–100          | 2,46 sek.                        |
| 0–160             | 5,5 sek.                          | 0–200          | 7,3 sek.                         |
| 0–300             | 16,7 sek.                         | 0–400          | 53 sek.                          |

## Cena
Cena vejrona bez poreza, carine, cene isporuke i ostalih troškova je oko 1.2 miliona evra. Ukupna cena je oko 1.5 miliona evra.